# DT-30
Der DT-30 „Witjas“ (russisch ДТ-30 «Витязь», deutsch: Recke) ist ein schwimmfähiges und geländegängiges Mehrzweckfahrzeug auf Ketten des russischen Herstellers Witjas (gehört zum Uralwagonsawod, Teil von Rostec). Es wurde bereits in den 1970er-Jahren in der Sowjetunion entwickelt, um Lasten bis zu 30 Tonnen in schwer zugängliche Gebiete mit extremen klimatischen Bedingungen zu transportieren.

## Entwicklungsgeschichte
Die Entwicklung des Fahrzeugs wurde nötig, da die bestehenden geländegängigen Fahrzeuge nur über eine auf maximal fünf Tonnen begrenzte Nutzlast verfügten. So wurde das Wissenschaftlichen Forschungsinstitut 21 (Научно-исследовательский институт 21, НИИ-21) in Bronnizy bei Moskau beauftragt, die ersten Prototypen der Baureihe Witjas zu entwerfen. Die damals noch als DT-L und DT-LP (schwimmfähige Variante; ДТ-Л bzw. ДТ-ЛП) bezeichneten Fahrzeuge wurden im Februar 1971 im Maschinenbauwerk in Rubzowsk (Рубцовский машиностроительный завод) im Altaigebirge gebaut. Im Anschluss erfolgte die Evaluierung des Fahrzeuges. Die kleineren Modelle DT-10P, DT-20 und DT-20P (ДТ-10П, ДТ-20 bzw. ДТ-20П) wurden 1980 bei den sowjetischen Streitkräften in Dienst gestellt. 1981 wurden die Tests um das Modell DT-30 abgeschlossen und das erste Modell der „Witjas“-Serie in Serienproduktion hergestellt. Die Fertigung fand in der ab 1977 errichteten Außenstelle des Maschinenbauwerks Rubzowsk im baschkirischen Ischimbai statt. Der DT-30 befindet sich seit 1982 in Serienproduktion. Seit dieser Zeit entstanden diverse Varianten des Fahrzeuges.

## Technik

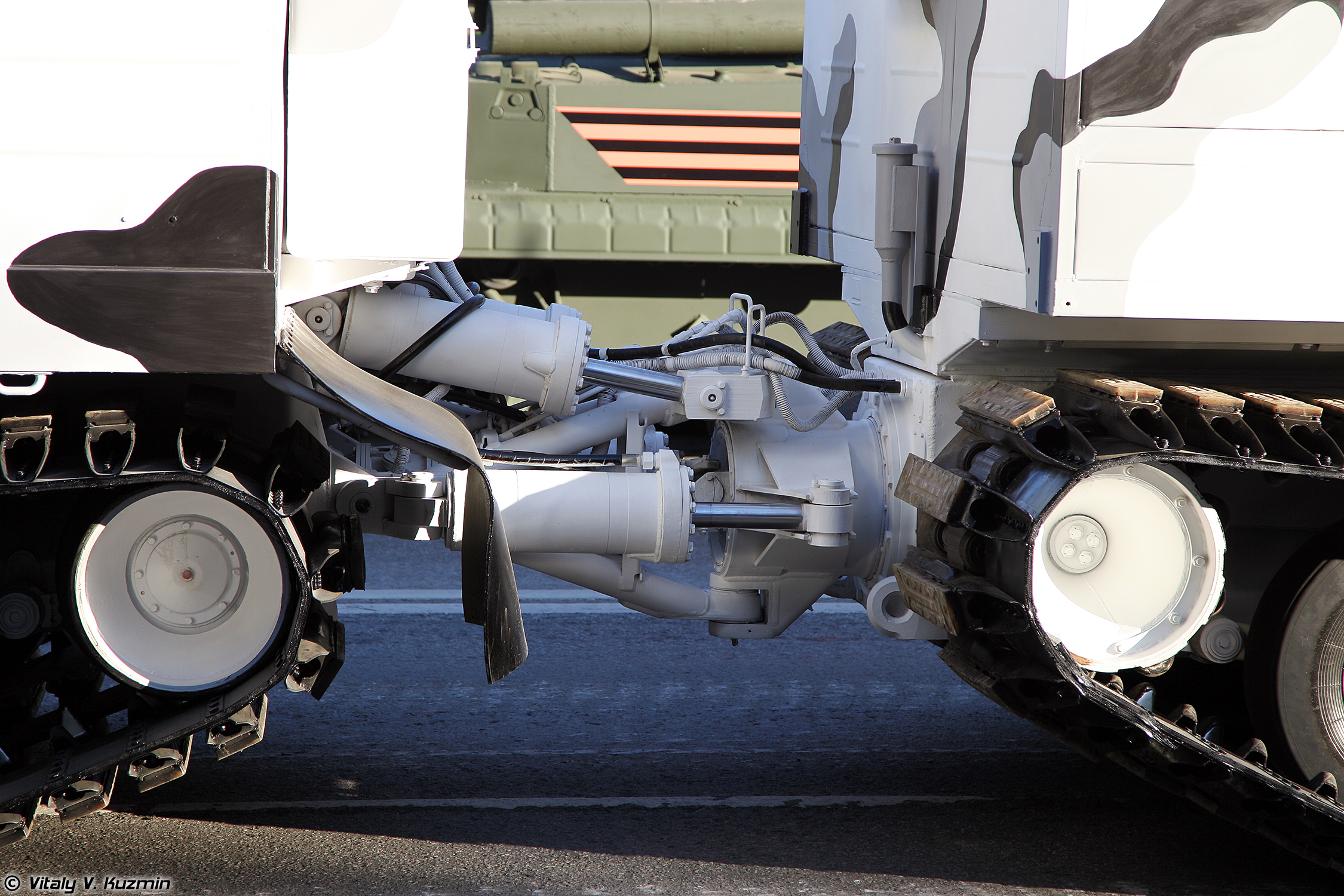
Verbindung zwischen den Fahrzeugelementen mit Kardanwelle und Hydraulikzylindern

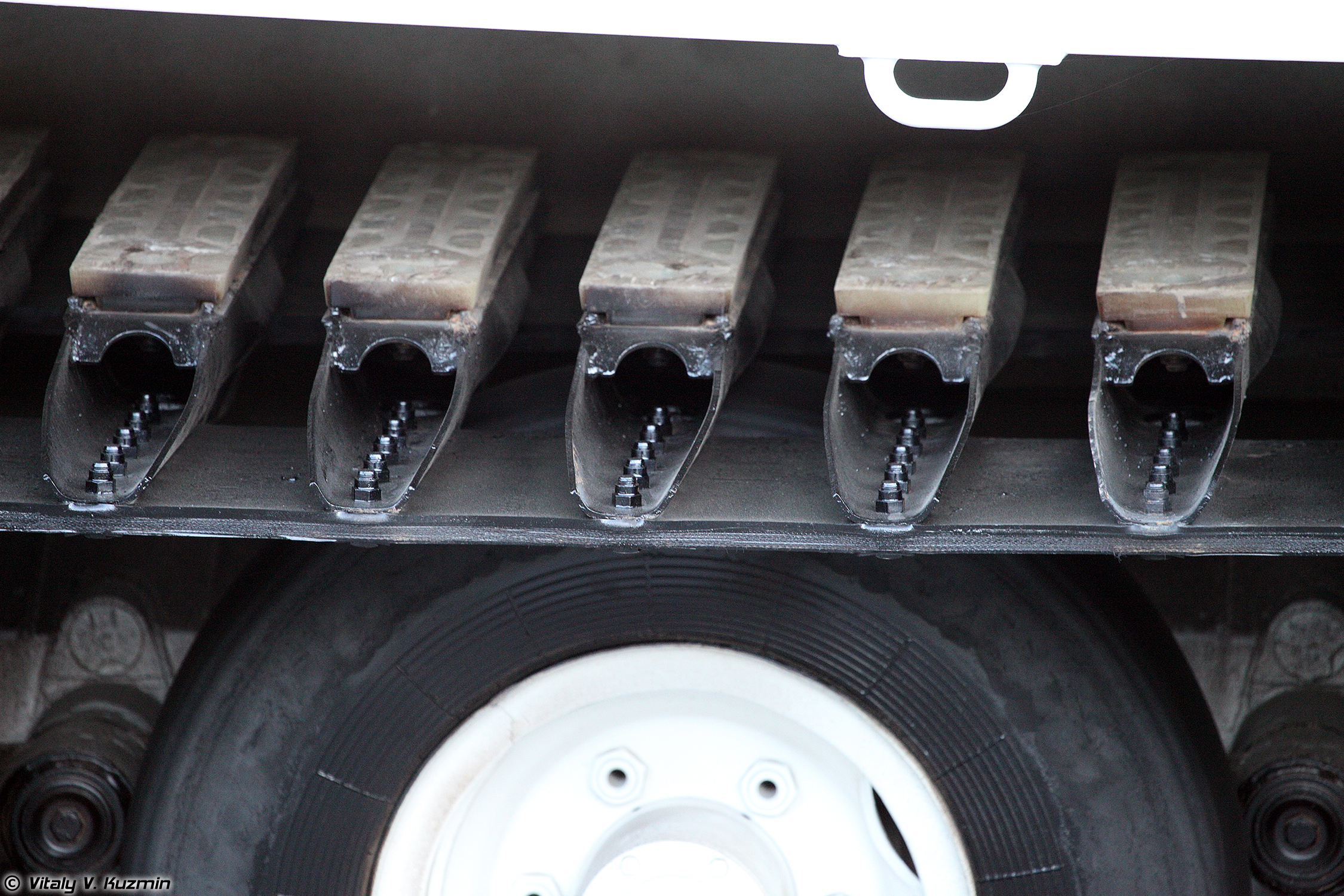
Glieder der Laufkette im Detail

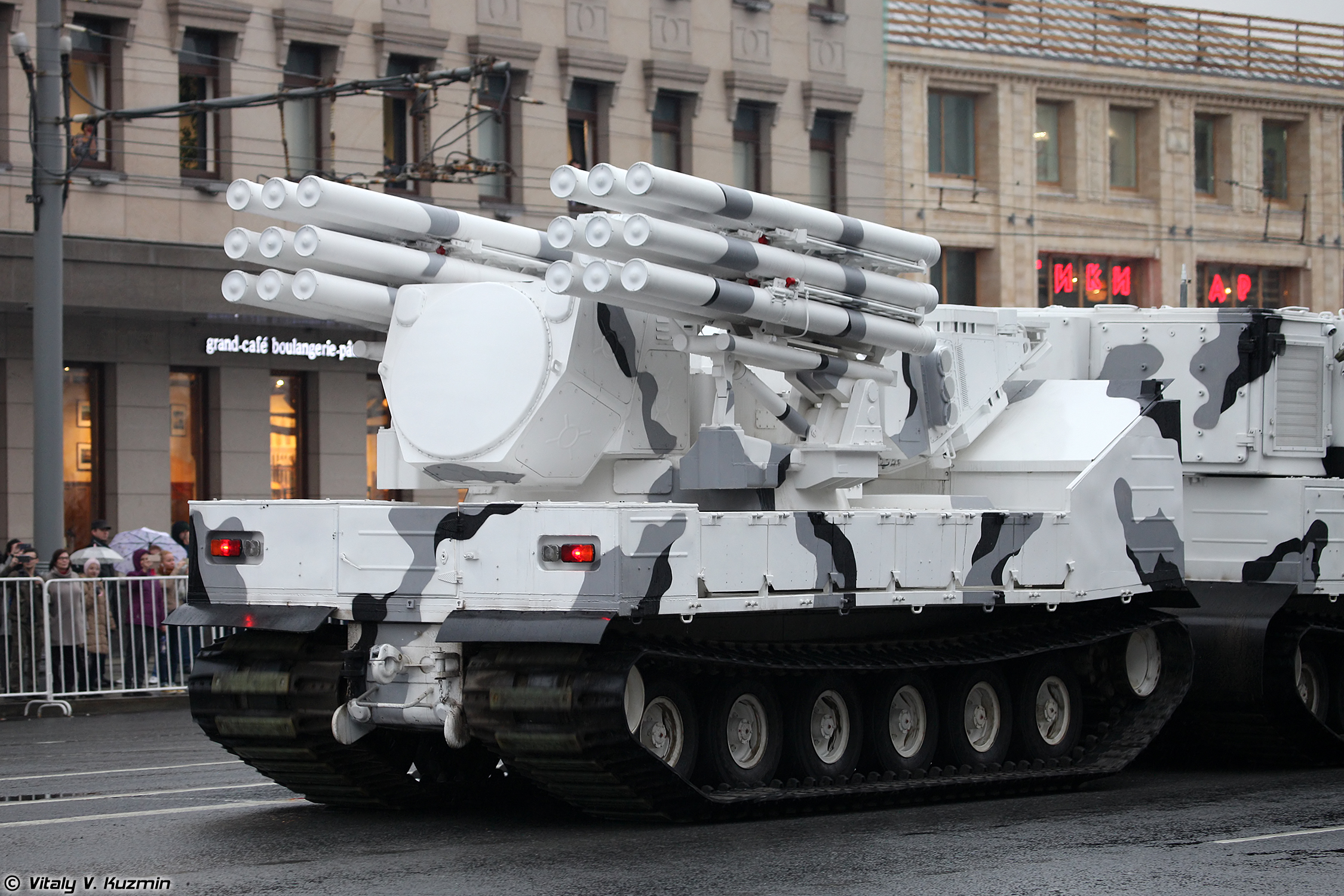
Zweite Fahrzeugeinheit mit Waffensystem Panzir-SA, Rückansicht

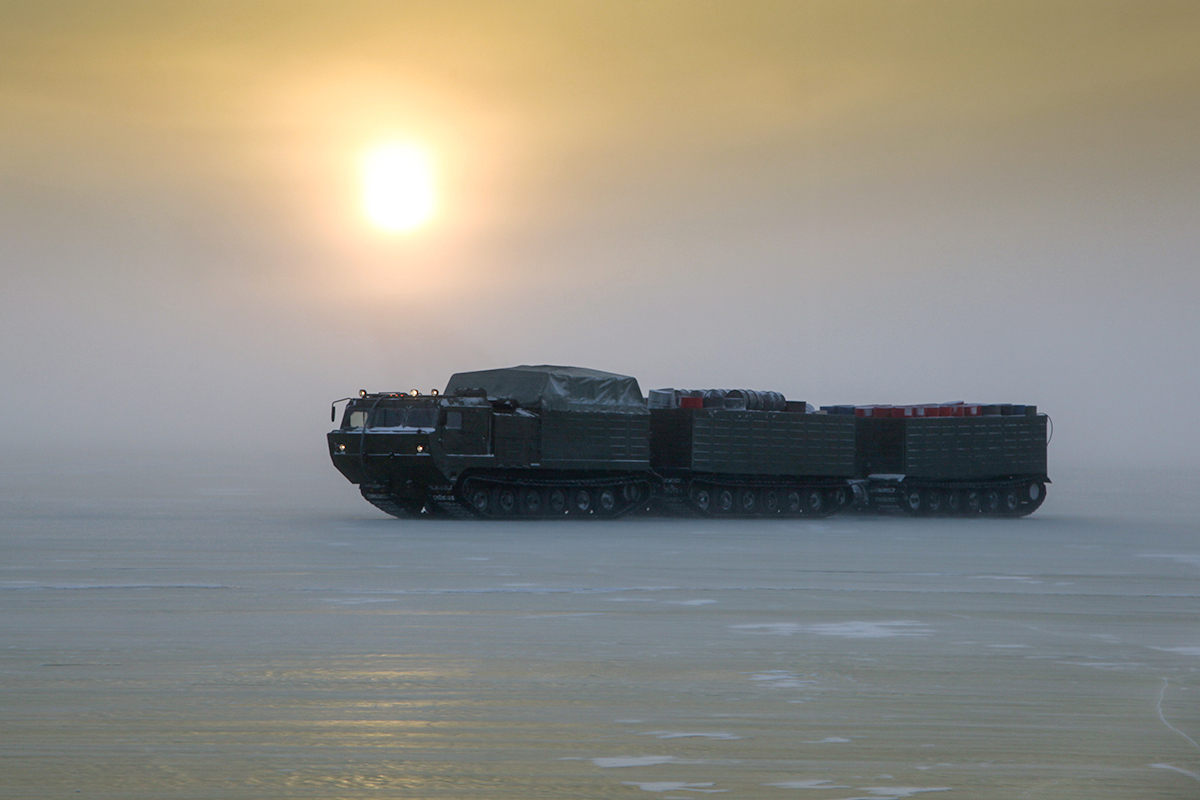
DT-30P mit nicht angetriebenem Anhänger als drittem Glied

Das Fahrzeug besteht aus zwei Elementen, einem Vorder- und einem Hinterwagen. Im vorderen Teil sind der Führerstand mit Passagierkabine, die je nach Ausführung vier bis sieben Personen Platz bietet, untergebracht. Dahinter befinden sich direkt der Motor und die Getriebeeinheit. Das Drehmoment wird vom Motor über eine Kardanwelle auch auf den zweiten Fahrzeugteil übertragen. Es werden also alle vier Raupen des Fahrzeugs mechanisch angetrieben. Zwischen den beiden Fahrzeugteilen existieren Hydraulikzylinder, die es dem Fahrzeug erlauben, sich horizontal und vertikal auf jeder Seite in jede Richtung auseinander- bzw. zusammenzudrücken oder aber das Fahrzeuggespann bei unebenem Relief in der Ebene zu halten. So ist es möglich, Gräben mit einer Breite von bis zu vier Metern zu überfahren oder vertikale Hindernisse von bis zu anderthalb Meter Höhe zu überwinden. Das Fahrzeug verfügt über eine autonome Heizung für Motor und Kabine und ist so in einem breiten Temperaturbereich von −50 °C bis 40 °C (militärische Variante: −45 °C bis 40 °C) einsetzbar. Die jeweils 1,1 m breiten Kettenlaufwerke aus Metall mit Kettenpolstern lassen das Fahrzeug einen spezifischen Bodendruck von nur 0,3 kg/cm² auf den Untergrund ausüben, so dass auch in sehr weichem Gelände gefahren werden kann, ohne einzusinken. Die Führungsräder sind so konstruiert, dass Verschmutzung und Vereisung des Fahrwerks minimiert werden.
Der Motor ist ein V12-Vielstoffmotor sowjetischer Konstruktion mit Flüssigkeitskühlung. Es kann auch ein Dieselmotor von Cummins mit Turbolader verbaut werden. Der Motor kann entweder über einen 24-V-Anlasser oder mit Druckluft gestartet werden. Das kombinierte Thermosiphon-Anwärmsystem mit Öl ermöglicht Motorstarts bis −50 °C. Die Kraftübertragung erfolgt über einen hydrodynamischen Drehmomentwandler, der je nach Notwendigkeit (bspw. Last oder Steigung) hohe oder niedrige Drehmomente stufenlos zur Verfügung stellt. Ein automatisches Vierganggetriebe mit Differentialsperre liefert die notwendige Übersetzung, die zivile Variante kann mit einem automatischen Sechsganggetriebe von Allison ausgerüstet werden. Um die Antriebskraft optimal auf die vier Ketten zu übertragen, verfügt das Fahrzeug in jedem der beiden Elemente über zwei Planetengetriebe und ein Kegelradgetriebe mit Differentialsperre.

## Kampfeinsätze
Das Fahrzeug wird von Russland im Russisch-Ukrainischen Krieg eingesetzt. Laut dem Oryx-Blog gingen mit Stand Dezember 2024 mindestens vier Fahrzeuge verloren.

## Versionen
Auf unterschiedlichen zivilen Basisvarianten lassen sich verschiedene Aufbauten realisieren. Außerdem gibt es militärische Varianten, auf denen verschiedene Waffensysteme montiert werden können.
- DT-30P-1 – schwimmfähige Basisvariante, die 28 t wiegt, eine Länge von 15,9 m hat und über einen sowjetischen/russischen Vielstoffmotor W46 aus dem Tscheljabinski Traktorny Sawod mit 710 PS angetrieben wird.
- DT-30-1 – nicht schwimmfähige Basisvariante, mit einer 10,6 m langen Ladefläche auf dem zweiten Segment. Diese Variante ist 29 t schwer, 15,9 m lang. Die Wattiefe beträgt 1,8 m.
- DT-30PMN – schwimmfähige modernisierte Basisvariante, die 30 t schwer und  knapp 16,1 m lang ist. Der Motor ist ein JaMS-8401 mit 800 PS. Es befinden sich 4+2 Plätze in der Kabine.
- DT-30PM – schwimmfähige modernisierte Variante für die russischen Streitkräfte mit einer Höchstgeschwindigkeit von 44 km/h (Land, 5 km/h schwimmend) und einer Reichweite von 700 km. Die Länge beträgt 16,2 m. In der gepanzerten Kabine finden fünf Menschen Platz. In der zweiten Einheit können bis zu 6 m lange Güter transportiert werden. Er trägt in den Streitkräften den Beinamen Wesdjesuschi (russisch: Вездесущий – deutsch: Allgegenwärtiger). Auf der zweiten Fahrzeugeinheit können verschiedene Waffensysteme montiert werden. So verfügt das russische Militär über
  - DT-30PM-T1 – DT-30PM mit dem taktischen Kurzstrecken-Flugabwehrraketen-System 9K330 Tor-M2 für die arktischen Streitkräfte
  - DT-30PM-T2 – DT-30PM zur technischen Unterstützung und Wartung des DT-30PM-T1
  - DT-30PM mit Kurzstrecken-Flugabwehrraketen-System 96K6 Panzir in der Version Panzir-SA für die arktischen Streitkräfte
- DT-30MN – nicht schwimmfähige modernisierte Basisvariante, mit einer 10 m langen Ladefläche auf dem zweiten Segment. Er ist 29 t schwer, 16,24 m lang und wird ebenfalls von einem JaMS-8401 mit 800 PS angetrieben. Die Wattiefe beträgt 1,8 m. Die Kabine hat 4+2 Plätze.
- DT-30MNL – DT-30 MN mit befahrbarer Ladefläche und Winde mit einer Zugkraft von 15 t.
- DT-30PMNE5 – DT-30PMN mit einem Tieflöffelbagger vom Typ Hitachi ZX-120. Die Schaufel des Baggers fasst 0,5 m³. Das Gespann wiegt 40 t und ist schwimmfähig.
- DT-30PK8-1 – DT-30P-1 mit einer Anlage für Tiefenbohrungen, die an einem Kranausleger befestigt ist. Das Gespann wiegt 38 t.
- DT-30PMNK12 – DT-30PK8-1 auf der modernisierten Basisvariante mit einem Gesamtgewicht von 42 t.
- DT-30PMNK11 – DT-30PMN mit einer 35 m langen Hebebühne von Palfinger, die 250 kg im Korb tragen kann. Das Gesamtgewicht beträgt 45,7 t.
- DT-30PMNKSE5 – universelles Reparaturgespann mit einem Bagger der Firma Hitachi oder Komatsu, einem Kran, der je nach Ausführung bis zu 9 t heben kann, einem Schweißgerät und einer Pumpe. Das Gesamtgewicht liegt bei bis zu 46 t.
- DT-30PMNK9B – DT-30PMN mit Kranausleger, Schweißgerät und Elektrogenerator und Pumpe zum Abpumpen von Erdöl an neuen Bohrungen. Der Kranausleger der Firma Palfinger ist 13,6 m lang und kann 26 t heben. Der Dieselgenerator leistet 30 kW. Außerdem verfügt das Gespann an der vorderen Einheit über einen Räumschild. Das Gesamtgewicht beträgt 49,5 t.
- DT-30PK7-1 – DT-30PMNK9B auf der alten Basisvariante, ohne Räumschild und einem Gewicht von 43 t. Der Kran (ebenfalls von Palfinger) ist zwar 14,3 m lang, kann aber nur 22 t heben.
- DT30-PMNK – DT-30PMN mit geschlossenem Transportabteil und Kran, der bis zu 18 t heben kann, auf der zweiten Einheit.
- DT-30Z – Tanklaster auf Basis des DT-30 MN mit einem abnehmbaren Tank auf der zweiten Einheit, die 21.000 Liter Treibstoff fasst. Diese Variante wiegt unbeladen knapp 36 t.
- KS-5771 – DT-30P mit Kran auf der hinteren Einheit, der 25 t heben kann. Insgesamt hat das Gespann eine Länge von 21,5 m und wiegt 45 t.
- DT-30PO – DT-30P mit Wassertanks und Strahlrohr auf dem Dach der ersten Einheit für Feuerlöscharbeiten oder zur Staubbindung. Die Wasserlanze schießt bis zu 60 m weit.
- SWG27/DT – ist ein DT-30P dessen zweite Einheit ein Labor für seismische Tomographie mit einer Funkstation und zwei Schlafplätzen ist. Das Gespann ist knapp 17 m lang, wiegt 45 t und hat einen Treibstofftank mit einem Fassungsvermögen von 2000 l. Für den Einsatz des Labors kann ein zweiter Motor vom Typ JaMS-238 genutzt werden, der wiederum über 750 l Treibstoffvorrat verfügt.